# Batrage
Batrage (Servisch cyrillisch: Батраге) is een plaats in de Servische gemeente Tutin. De plaats telt 121 inwoners (2002).